# Achelous guaymasensis
Achelous guaymasensis is een krabbensoort uit de familie van de Portunidae. De wetenschappelijke naam van de soort is voor het eerst geldig gepubliceerd in 1966 door Garth & Stephenson.